# 宮城県道133号作並停車場線
宮城県道133号作並停車場線（みやぎけんどう133ごう さくなみていしゃじょうせん）は、宮城県仙台市青葉区のJR仙山線の作並駅と国道48号を結ぶ一般県道である。

## 概要

### 路線データ
- 起点：作並停車場[1]
- 終点：宮城県仙台市青葉区[1]作並（国道48号交点[2]）

## 路線状況

### 交通量
| 平成17（2005）年度 | 平成22（2010）年度 | 平成27（2015）年度 |
| ------------------ | ------------------ | ------------------ |
| 360                | 343                | 389                |

- 出典：国土交通省ホームページ「平成22年度全国道路・街路交通情勢調査 一般交通量調査 箇所別基本表（宮城県）」p.29、「平成27年度全国道路・街路交通情勢調査 一般交通量調査 箇所別基本表（宮城県）」p.25）

## 地理

### 通過する自治体
- 宮城県
  - 仙台市青葉区

### 接続する道路
- 国道48号（宮城県仙台市青葉区）

### 周辺
- JR仙山線 作並駅